# Dionisie Erhan
PS Dionisie Erhan, născut Dimitrie Erhan (n. 2 noiembrie 1868, Bardar, Ialoveni — d. 17 septembrie 1943, Chișinău) a fost un cleric ortodox român. La 25 octombrie 2018, Sfântul Sinod al Bisericii Ortodoxe Române a trecut în rândul Sfinților pe Episcopul Dionisie Erhan al Cetății-Albe-Ismail cu zi de pomenire la 17 septembrie.

## Viața
S-a născut din părinți adânc evlavioși - Vasile și Andriana, răzeși moldoveni, primind din botez numele Dimitrie. În vârsta numai de 15 ani, la 28 noiembroe 1883, a intrat ca frate în Mănăstirea Suruceni, unde a și căpătat cunoștință de carte. După 7 ani, la 1890 a fost întărit frate rasofor, iar la 25 septembrie 1899, a primit tunderea în monahism, schimbându-i-se numele în Dionisie. În anul 1900 a fost hirotonosit ierodiacon, la 1901 e ales și întărit în dregătoria de econom al mănăstirii, iar în 1904 e hirotonisit ieromonah. În 1908 a fost însărcinat ca împlinitor de stareț. La 1911 i s-a acordat cruce aurită. La 1915 e hirotonit ca egumen. În Mai 1918 a fost ridigat la rangul de arhimandrit, iar din Iunie 1918 pînă în Decembrie același an, a purtat și sarcina de exarh al mănăstirilor din Basarabia.
La 22 iulie 1918, arhimandritul Dionisie Erhan este ales arhiereu al Ismailului, sfințirea făcîndu-se în Catedrala Mitropoliei din Iași. 
În primul parlament al României Întregite de la 1918, a fost ales, aproape cu unanimitate, Senator al județelor Cetatea-Albă și Ismail.
În ziua de 8/21 februarie 1920, Congresul General al Eparhie i-a votat toată încrederea și l-a ales ca Vicar al Arhiepiscopiei Chișinăului și Hotinului, fiind confirmat în această demnitate prin Înalt Decret Regal, în urma recomandării Sfântului Sinod și a Guvernului, și rămânând mai departe stareț al mănăstirii Suruceni, pe care aproape a reînnoit-o cu totul și a adus-o în starea bună actuală.
După înființarea Episcopiei Cetății-Albe și Ismailului, la 1923, i s-a dat titlul de "Tighineanu".
În 1932 este delegat ca locțiitor al Episcopiei de Cetatea-Albă Ismail, iar în 20 octombrie 1933 este ales ca titular al acestei Episcopii dar neconfirmat de Sfântul Sinod pe motiv că n-avea studii teologice.
La 21 martie 1934 i se conferă titlul de „doctor honoris causa” de către consiliul Facultății de Teologie din Chișinău și Iași.
La 19 aprilie 1934 Sfântul Sinod al Bisericii Ortodoxe Române a validat alegerea P.S. Episcop Dionisie ca titular al Episcopiei Cetății-Albe-Ismail și a fost investit în ziua de 27 aprilie 1934 de către Regele Carol al II-lea prin Înalt Decret Regal.
A fost instalat în Catedrala din Ismail la 20 mai 1934 unde a păstorit până în 1940 când Basarabia a fost ocupată de armata sovietică.
În perioada 1940-1941 a slujit ca locțiitor al Episcopiei Argeșului.
La 1 septembrie 1941 demisionează din funcția de episcop al Cetății-Albe-Ismail pe motivul stării de sănătate și a vârstei înaintate întorcându-se la mânăstirea de metanie pe care o găsește jefuită și devastată.
În septembrie 1943 se internează la Spitalul Central din Chișinău unde își dă obștescul sfârșit la 17 septembrie 1943.
Luni, 20 septembrie 1943 este prohodit la Biserica „Sf. Nicolae” din Chișinău și condus în procesiune într-un car tras de șase boi până la Mânăstirea Suruceni unde ajunge seara iar a doua zi, marți 21 septembrie după Sfânta Liturghii săvârșită de către arhiepiscopul Efrem Enăchescu și episcopul Policarp Morușca, mulțime de preoți și popor este așezat în mormântul de lângă biserica „Sf. M. Mc. Gheorghe”

## Aflarea moaștelor, canonizarea
La 10 iulie 2018, cu ocazia lucrărilor de consolidare a bisericii „Sf. M. Mc. Gheorghe” din mânăstirea Suruceni s-au aflat moaștele întregi ale episcopului Dionisie Erhan.
La 15 septembrie 2018 sfintele moaște au fost îmbrăcate în veșminte arhierești și așezate în raclă în biserica „Sf. Nicolae” a mânăstirii Suruceni.
La 17 septembrie 2018 Înaltpreasfinția sa Vladimir Mitropolitul Chișinăului și al Întregii Moldove împreună cu Preasfințitul Episcop Ioan de Soroca au săvârșit Sfânta Liturghie și pomenirea la 75 de ani de la adormirea Episcopului Dionisie Erhan.
La 25 octombrie 2018, în ședința sa de lucru Sfântul Sinod al Bisericii Ortodoxe Române a trecut în rândul Sfinților pe Episcopul Dionisie Erhan al Cetății-Albe-Ismail cu zi de pomenire la 17 septembrie.
Inscripția de pe piatra de mormânt de la mănăstirea Suruceni din Basarabia:

„Episcopul Dionisie Erhan (n. 1868 — d. 1943), Vicar al Arhiepiscopiei Chișinăului (1918-1932), Episcop al Ismailului (1932-1940), Episcop al Argeșului (1940-1941), Răzăș din Bardarul Lăpușnei, Luminatu-s-a singur prin învățătura cărții și fost-a cuvios călugăr din pruncie. Staret aici (mănăstirea Suruceni) îndelungă vreme (1908-1934), Viteaz în Legea creștină Strămoșească, Neșovăielnic în dragostea de Neam. Cald sprijinitor al tinerilor spre lumina cărții. Pilda de păstor duhovnicesc – cu grai frumos, cu râvnă sfântă... până la moarte. Dormi în pace iubite părinte, frate și unchi”. 